# 桑谷山
桑谷山（くわがいやま）は、愛知県の岡崎市桑谷町にある、標高435.4mの山である。三河湾に面した宮路山脈(宝飯山地)の西に位置する。

## 概要
海と山と樹林の景観を堪能できる山で、山頂の付近には旧桑谷山荘（現在は駐車場となっている）、展望園地（別名：展望台）、国土交通省の航空路監視用のレーダードームがある。
山頂には一等三角点があるが、展望は乏しい。展望園地からは、三河湾や岡崎市街、濃尾平野、天気がいい日には南アルプスや伊吹山、御嶽山も見られることがある。
登山は桑谷キャンプ場から徒歩で登ることができる（自動車は不可）。自動車の場合は林道桑谷蒲郡線か西郡道か三河湾スカイラインからでも行ける。道はしっかりしていないが、岡崎市民のハイキングコースでもある。
桑谷山の一部が三河湾国定公園に指定されている。

## 歴史
徳川家康が岡崎城から桑谷山を眺め、天気が悪くなると雲がかかり雨を知らせるというので「旧雨山」と名付けたとの言い伝えがある。
桑谷からこの山脈を越え蒲郡に通じる道があり、昔から歩いたり馬を引いたりして往き来が行われていた。
蒲郡の海岸方面らは魚貝類の行商も入り、桑谷方面の住民搬入されていた。
徳川家康も蒲郡に行く時に近道として使用していたという。
桑谷山脈の谷の水を集めて桑谷川となり、竜泉寺川と称せられて町の中央部を北西に流れ、山綱川と合流して乙川に入る。